# David Albright
Pour les articles homonymes, voir Albright.
David Albright est un scientifique américain, spécialiste de la prolifération nucléaire.
Il est le fondateur en 1993 et actuel président de l'Institute for Science and International Security (ISIS) et auteur de plusieurs livres sur la prolifération d´armes nucléaires.

## Biographie
Albright obtient un Master of Science en physique de l'université de l'Indiana et un autre en en mathématiques de l'université d'État Wright. Il enseigne ensuite la physique à l'université George Mason en Virginie.
Il est ensuite scientifique senior pour la Federation of American Scientists, et membre de l'équipe de recherche du Center for Energy and Environmental Studies de l'université de Princeton.
De 1990 à 2001, Albright est membre du Health Advisory Panel, chargé de superviser l'étude par le Colorado Department of Public Health de l'étendue de la contamination au plutonium de l'environnement, et de ses possibles effets toxicologiques et radiologiques, provoquée par le laboratoire national de Rocky Flats, un site de production d'armes nucléaires.
À partir du début 1991 et pendant les années suivantes, il écrit pour le Bulletin of the Atomic Scientists une série d'articles sur la prolifération nucléaire, principalement le programme irakien.
En 1992, il est le principal auteur d'un ouvrage sur les stocks de plutonium dans le monde, mis à jour en 1996, et dont la qualité est reconnue internationalement.
Entre 1992 à 1997, David Albright collabore avec l'Agence internationale de l'énergie atomique pour passer en revue plusieurs documents de l'agence sur le programme de prolifération irakien. En juin 1996, il est invité comme premier inspecteur non gouvernemental du programme nucléaire de l’Irak et interroge des fonctionnaires irakiens sur le programme d’enrichissement d´uranium du pays,.

## Sources
- (en) Cet article est partiellement ou en totalité issu de l’article de Wikipédia en anglais intitulé « David Albright » (voir la liste des auteurs).

1. ↑  ISI : Biography of David Albright
2. ↑  Democracy and Public Health at Rocky Flats - Health Studies, Ethics, and Nuclear Weapons in the United States
3. ↑  ISIS : All ISIS Reports
4. ↑  World Inventory of Plutonium and Highly Enriched Uranium 1992, David Albright, Frans Berkhout et William Walker;  (ISBN 0-19-829153-1)
5. ↑  Politique étrangère no 4 - 1993 - revue de l'ouvrage par François Géré
6. ↑  David Albright’s Cooperation with the IAEA Action Team
7. ↑  Scott Ritter, The Nuclear Expert Who Never Was, TruthDig, 26 juin 2008